# Пашен, Фридрих
Лу́ис Карл Ге́нрих Фри́дрих Па́шен (нем. Louis Karl Heinrich Friedrich Paschen; 22 января 1865, Шверин — 25 февраля 1947, Потсдам) — немецкий физик-экспериментатор. Член Берлинской академии наук (1925), иностранный почётный член Академии наук СССР (1930).
Спектроскопические работы Пашена сыграли большую роль в развитии квантовой теории.

## Биография
Пашен родился в Шверине (герцогство Мекленбург-Шверин). Учился в Берлинском и Страсбургском университетах, в 1888 году получил докторскую степень. В 1888—1891 годах работал ассистентом Вильгельма Гитторфа (Wilhelm Hittorf) в Мюнстерской академии, а в 1891—1901 годы был сотрудником Генриха Кайзера и лектором физического института Ганноверской высшей технической школы. В 1901 году получил должность профессора Тюбингенского университета. В 1924 году сменил Вальтера Нернста в качестве президента Имперского физико-технического института (см. Physikalisch-Technische Reichsanstalt), однако в 1933 году был заменен более удобной нацистам кандидатурой Иоганнеса Штарка. В 1943 году дом Пашена в Шарлоттенбурге был разрушен. Во время суровой зимы 1947 года заболел пневмонией, в результате которой и скончался.

## Научная деятельность
- В 1889 году, изучая явление электрического пробоя между плоскими электродами в газе, установил так называемый закон Пашена и построил зависимость напряжения пробоя от произведения давления на расстояние между электродами (кривая Пашена).
- В Ганновере Пашен занимался в основном проблемой излучения черного тела. В 1897 году точными измерениями подтвердил справедливость закона Стефана — Больцмана, а в 1899 году провел тщательную проверку закона смещения Вина.
- В Тюбингене Пашен занялся изучением атомных спектров, превратив свою лабораторию в один из главных спектроскопических центров Европы. В 1908 году наблюдал в инфракрасной части спектра водорода серию линий, предсказанную незадолго до этого Вальтером Ритцем (серия Пашена). Впоследствии Нильс Бор объяснил её появление в рамках своей теории водородного атома: эта серия является результатом квантовых излучательных переходов на уровень с квантовым числом {\displaystyle n=3} со всех вышележащих уровней энергии. В 1916 году наряду с Эвансом (E. J. Evans) и Альфредом Фаулером экспериментально подтвердил предположение Бора о том, что серия Пикеринга и гипотетическая «главная серия водорода» могут быть отнесены к спектру ионизированного гелия (с учётом поправки на приведенную массу электрона). Эти же исследования спектра гелия оказались в полном согласии с расчетами тонкой структуры спектра, проведенными Арнольдом Зоммерфельдом с учётом релятивистских поправок.
- В 1912 году совместно с Эрнстом Баком Пашен обнаружил, что в сильных магнитных полях наблюдается упрощение сложной структуры эффекта Зеемана: аномальное расщепление переходит в нормальное (зеемановский триплет). Это явление носит название эффекта Пашена — Бака.
- Пашен является автором ряда новых конструкций измерительных приборов (высокочувствительные радиомикрометр и гальванометр, вогнутая дифракционная решетка, полая катодная лампа и т.д.), новых источников света. Свои разработки он использовал для проведения рекордных по точности измерений спектров различных веществ (в частности атмосферных газов — паров воды и углекислого газа), выявления их тонких особенностей, исследования дисперсии веществ (таких как хлорид натрия, фторид кальция, сильвин).

## Память
В 1970 г. Международный астрономический союз присвоил имя Фридриха Пашена кратеру на обратной стороне Луны.

## Основные публикации
- F. Paschen. Ueber die zum Funkenübergang in Luft, Wasserstoff und Kohlensäure bei verschiedenen Drucken erforderliche Potentialdifferenz // Annalen der Physik. — 1889. — Vol. 273, № 5. — P. 69—96.
- F. Paschen. Ueber Gesetzmässigkeiten in den Spectren fester Körper // Annalen der Physik. — 1897. — Vol. 296, № 4. — P. 662—723.
- F. Paschen. Zur Kenntnis ultraroter Linienspektra. I. (Normalwellenlängen bis 27000 Å.-E.) // Annalen der Physik. — 1908. — Vol. 332, № 13. — P. 537—570.
- F. Paschen, E. Back. Normale und anomale Zeemaneffekte // Annalen der Physik. — 1912. — Vol. 344, № 15. — P. 897—932.
- F. Paschen. Bohrs Heliumlinien // Annalen der Physik. — 1916. — Vol. 355, № 16. — P. 901—940.
- F. Paschen. Das Spektrum des Neon // Annalen der Physik. — 1919. — Vol. 365, № 21. — P. 405—453.
- F. Paschen, R. Götze. Seriengesetze der Linienspektren. — Berlin: Julius Springer, 1922. — 154 p.